# Bombningarna i Sri Lanka under påsken 2019
Bombningarna i Sri Lanka under påskhelgen 2019, vilka dödade omkring 253 personer och skadade 285 personer, inleddes den 21 april 2019 då tre kyrkor och fem hotell runt om i landet attackerades. Senare samma dag inträffade mindre explosioner i ett huskomplex och ett motell. Flera storstäder i Sri Lanka inklusive den största staden Colombo drabbades av bombningarna, som utreds som möjliga terrorbrott.

## Motiv
Sri Lankas regering hävdar att attentaten skulle vara en hämndaktion för moskéattacken i Christchurch. Detta nämns dock inte av terrorgruppen IS, som har tagit på sig dåden i Sri Lanka, men samtidigt saknas bevis för att IS ska ha utfört bombningarna.